# 鄭州市
鄭州市（ていしゅうし、簡体字中国語: 郑州市、拼音: Zhèngzhōu）は、中華人民共和国河南省に位置する地級市。河南省の省都である。中国の中原地区第一大都市である。京津冀首都圏と珠江デルタを結ぶ南北陸上交通路と、黄海北部の港湾と中国西北部を結ぶ東西陸上交通路が交わる交通結節点となっており、中国における道路・鉄道の一番重要な交差点である。殷代からの約3500年の歴史を経て今は中国の国家歴史文化名城となっており、殷代には首都であった為、中国八大古都（北京、南京、杭州、西安、洛陽、開封、安陽、鄭州）の一つに数えられる。

## 歴史
3500年前に殷（商）王朝の都邑があった。当時、青銅精練技術や陶器生産技術は相当発達していた。紀元前11世紀の西周時代、周王は弟の管叔鮮をこの地に封じ、管国と言った。春秋時代には鄭の大夫・子産の封地となった。隋代になってこの地に鄭州が設置された。
黄河中流に位置する鄭州は歴史上たびたび黄河の水害を受けたため、経済の発展は緩慢だった。20世紀始めに隴海線と京広線が建設され、鄭州は南北大動脈の交差点となったため、経済的地位はようやく上昇しはじめた。中国共産党政府の元で1953年に鄭県を廃止して鄭州市となった。 1954年、河南省省都が開封から鄭州に移った。 2004年11月5日鄭州は中国八大古都に指定された。
2001年以降から旧市街の東部に面積約150平方キロで150万人規模の新都市（鄭東地区）を建設している。新たにCBD（中央商務区）を建設し、コンベンションセンター、アートセンター、高層住宅、高層オフィスが人工湖を囲むように建ち並ぶ。人工湖では毎晩噴水のショーが繰りひろげられる。CBD以外は、中、低層の住居地区となる。なお、この新都市建設の計画案は建築家の黒川紀章の立案である。

## 地理
中原を東流する黄河の南岸に位置し、東は開封市、西は洛陽市、北は新郷市、南は許昌市と接する。

### 気候
1月の平均気温は0.3度、7月の平均気温は30.1度、年平均気温は14.5度、年降水量は632.4mmである。
| 鄭州 (1991–2020)の気候                     | 鄭州 (1991–2020)の気候 | 鄭州 (1991–2020)の気候 | 鄭州 (1991–2020)の気候 | 鄭州 (1991–2020)の気候 | 鄭州 (1991–2020)の気候 | 鄭州 (1991–2020)の気候 | 鄭州 (1991–2020)の気候 | 鄭州 (1991–2020)の気候 | 鄭州 (1991–2020)の気候 | 鄭州 (1991–2020)の気候 | 鄭州 (1991–2020)の気候 | 鄭州 (1991–2020)の気候 | 鄭州 (1991–2020)の気候 |
| 月                                         | 1月                    | 2月                    | 3月                    | 4月                    | 5月                    | 6月                    | 7月                    | 8月                    | 9月                    | 10月                   | 11月                   | 12月                   | 年                     |
| ------------------------------------------ | ---------------------- | ---------------------- | ---------------------- | ---------------------- | ---------------------- | ---------------------- | ---------------------- | ---------------------- | ---------------------- | ---------------------- | ---------------------- | ---------------------- | ---------------------- |
| 最高気温記録 °C （°F）                     | 21.0 (69.8)            | 25.2 (77.4)            | 29.2 (84.6)            | 37.2 (99)              | 38.5 (101.3)           | 42.3 (108.1)           | 43.0 (109.4)           | 40.1 (104.2)           | 37.9 (100.2)           | 34.6 (94.3)            | 27.0 (80.6)            | 23.8 (74.8)            | 43 (109.4)             |
| 平均最高気温 °C （°F）                     | 6.1 (43)               | 10.0 (50)              | 15.9 (60.6)            | 22.6 (72.7)            | 27.9 (82.2)            | 32.2 (90)              | 32.4 (90.3)            | 30.8 (87.4)            | 27.1 (80.8)            | 21.8 (71.2)            | 14.6 (58.3)            | 8.2 (46.8)             | 20.8 (69.44)           |
| 日平均気温 °C （°F）                       | 1.0 (33.8)             | 4.3 (39.7)             | 10.1 (50.2)            | 16.6 (61.9)            | 22.3 (72.1)            | 26.7 (80.1)            | 27.8 (82)              | 26.4 (79.5)            | 21.8 (71.2)            | 16.1 (61)              | 8.9 (48)               | 3.1 (37.6)             | 15.43 (59.76)          |
| 平均最低気温 °C （°F）                     | −3 (27)                | −0.3 (31.5)            | 4.9 (40.8)             | 10.8 (51.4)            | 16.5 (61.7)            | 21.3 (70.3)            | 23.8 (74.8)            | 22.6 (72.7)            | 17.4 (63.3)            | 11.4 (52.5)            | 4.4 (39.9)             | −1.1 (30)              | 10.73 (51.33)          |
| 最低気温記録 °C （°F）                     | −17.9 (−0.2)           | −17.9 (−0.2)           | −7.5 (18.5)            | −1.4 (29.5)            | 3.1 (37.6)             | 10.3 (50.5)            | 15.1 (59.2)            | 13.2 (55.8)            | 5.0 (41)               | −1.5 (29.3)            | −13.1 (8.4)            | −17.9 (−0.2)           | −17.9 (−0.2)           |
| 降水量 mm （inch）                         | 10.1 (0.398)           | 12.8 (0.504)           | 19.3 (0.76)            | 37.0 (1.457)           | 58.1 (2.287)           | 65.1 (2.563)           | 139.1 (5.476)          | 137.4 (5.409)          | 78.2 (3.079)           | 38.9 (1.531)           | 27.2 (1.071)           | 8.1 (0.319)            | 631.3 (24.854)         |
| 平均降水日数 （≥0.1 mm）                   | 3.8                    | 4.1                    | 5.3                    | 5.7                    | 6.5                    | 7.3                    | 10.8                   | 10.3                   | 8.5                    | 6.3                    | 5.4                    | 3.3                    | 77.3                   |
| % 湿度                                     | 57                     | 57                     | 54                     | 57                     | 57                     | 58                     | 73                     | 76                     | 71                     | 65                     | 62                     | 56                     | 61.9                   |
| 平均月間日照時間                           | 117.0                  | 128.2                  | 167.9                  | 194.5                  | 211.8                  | 195.9                  | 166.1                  | 163.1                  | 147.3                  | 148.9                  | 136.4                  | 127.6                  | 1,904.7                |
| 日照率                                     | 37                     | 41                     | 45                     | 49                     | 49                     | 45                     | 38                     | 40                     | 40                     | 43                     | 44                     | 42                     | 42.8                   |
| 出典1：China Meteorological Administration |                        |                        |                        |                        |                        |                        |                        |                        |                        |                        |                        |                        |                        |
| 出典2：China Meteorological Administration |                        |                        |                        |                        |                        |                        |                        |                        |                        |                        |                        |                        |                        |

| 鄭州 (1971-2000)の気候                       | 鄭州 (1971-2000)の気候 | 鄭州 (1971-2000)の気候 | 鄭州 (1971-2000)の気候 | 鄭州 (1971-2000)の気候 | 鄭州 (1971-2000)の気候 | 鄭州 (1971-2000)の気候 | 鄭州 (1971-2000)の気候 | 鄭州 (1971-2000)の気候 | 鄭州 (1971-2000)の気候 | 鄭州 (1971-2000)の気候 | 鄭州 (1971-2000)の気候 | 鄭州 (1971-2000)の気候 | 鄭州 (1971-2000)の気候 |
| 月                                           | 1月                    | 2月                    | 3月                    | 4月                    | 5月                    | 6月                    | 7月                    | 8月                    | 9月                    | 10月                   | 11月                   | 12月                   | 年                     |
| -------------------------------------------- | ---------------------- | ---------------------- | ---------------------- | ---------------------- | ---------------------- | ---------------------- | ---------------------- | ---------------------- | ---------------------- | ---------------------- | ---------------------- | ---------------------- | ---------------------- |
| 平均最高気温 °C （°F）                       | 5.7 (42.3)             | 8.6 (47.5)             | 14.0 (57.2)            | 21.7 (71.1)            | 27.2 (81)              | 31.6 (88.9)            | 31.8 (89.2)            | 30.5 (86.9)            | 26.7 (80.1)            | 21.5 (70.7)            | 14.1 (57.4)            | 8.0 (46.4)             | 20.1 (68.2)            |
| 平均最低気温 °C （°F）                       | −4.3 (24.3)            | −1.9 (28.6)            | 2.9 (37.2)             | 9.5 (49.1)             | 14.7 (58.5)            | 19.8 (67.6)            | 22.8 (73)              | 21.7 (71.1)            | 16.2 (61.2)            | 9.9 (49.8)             | 3.1 (37.6)             | −2.4 (27.7)            | 9.3 (48.7)             |
| 降水量 mm （inch）                           | 8.8 (0.346)            | 12.0 (0.472)           | 28.5 (1.122)           | 39.6 (1.559)           | 58.0 (2.283)           | 62.8 (2.472)           | 155.5 (6.122)          | 112.5 (4.429)          | 77.4 (3.047)           | 45.1 (1.776)           | 22.3 (0.878)           | 9.8 (0.386)            | 632.4 (24.898)         |
| % 湿度                                       | 60                     | 60                     | 62                     | 61                     | 62                     | 62                     | 78                     | 81                     | 75                     | 70                     | 66                     | 61                     | 67                     |
| 平均月間日照時間                             | 144.3                  | 139.0                  | 164.8                  | 202.8                  | 234.0                  | 229.5                  | 199.9                  | 199.6                  | 179.2                  | 182.4                  | 158.3                  | 148.1                  | 2,182.1                |
| 出典：中国气象局 国家气象信息中心 2009-03-17 |                        |                        |                        |                        |                        |                        |                        |                        |                        |                        |                        |                        |                        |

## 行政区画

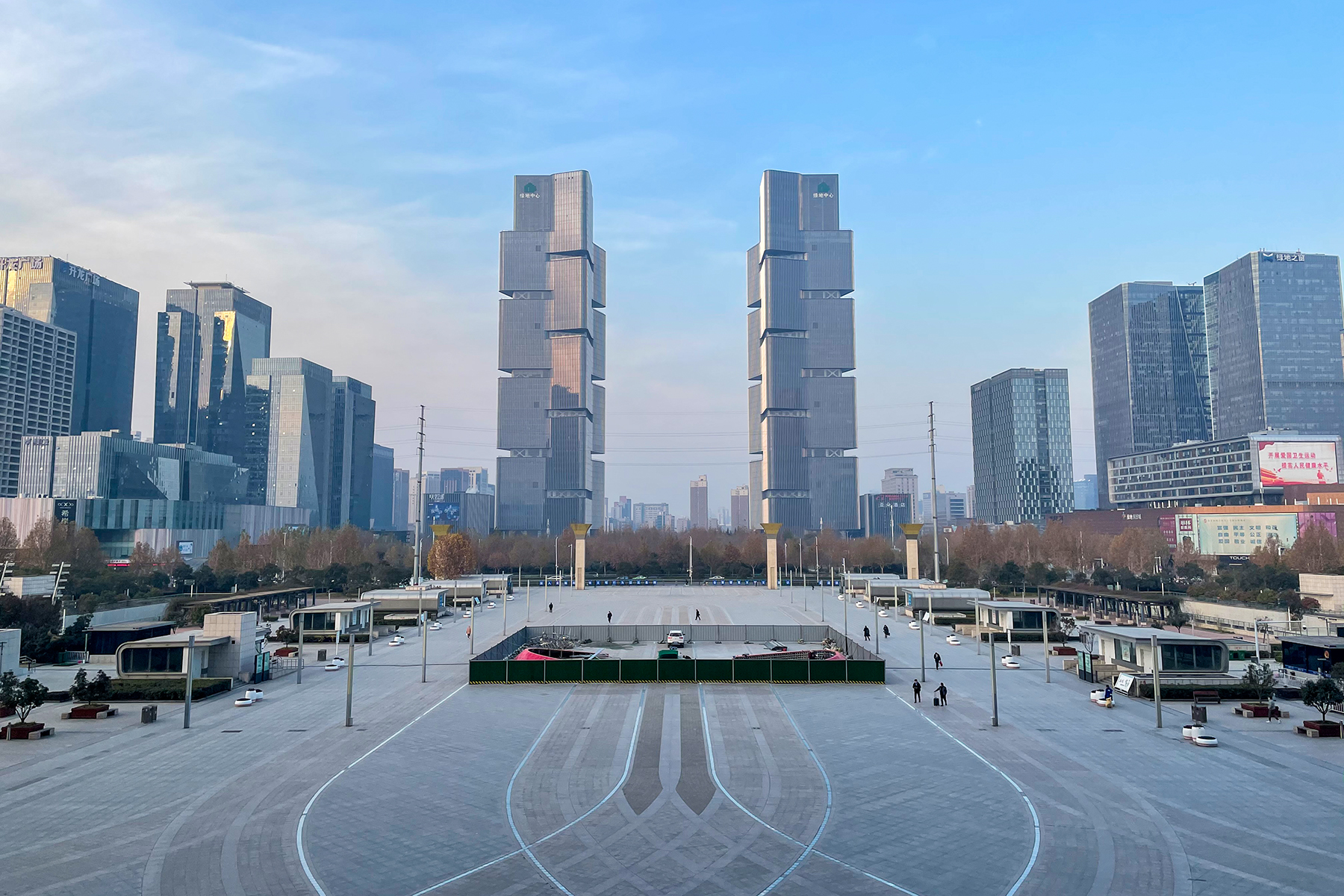
鄭州東駅から鄭州緑地センターツインタワーを見上げる
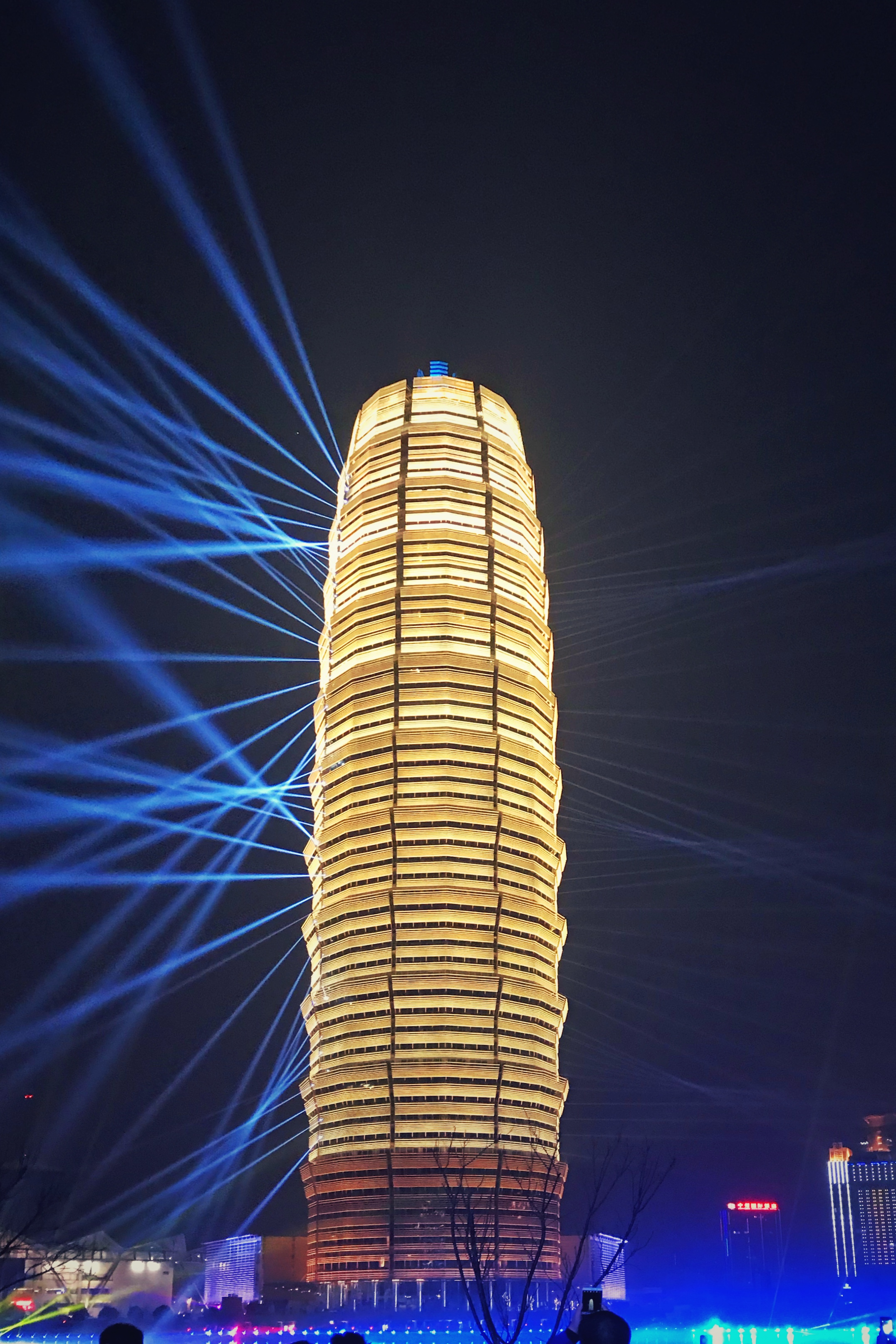
鄭州千璽広場
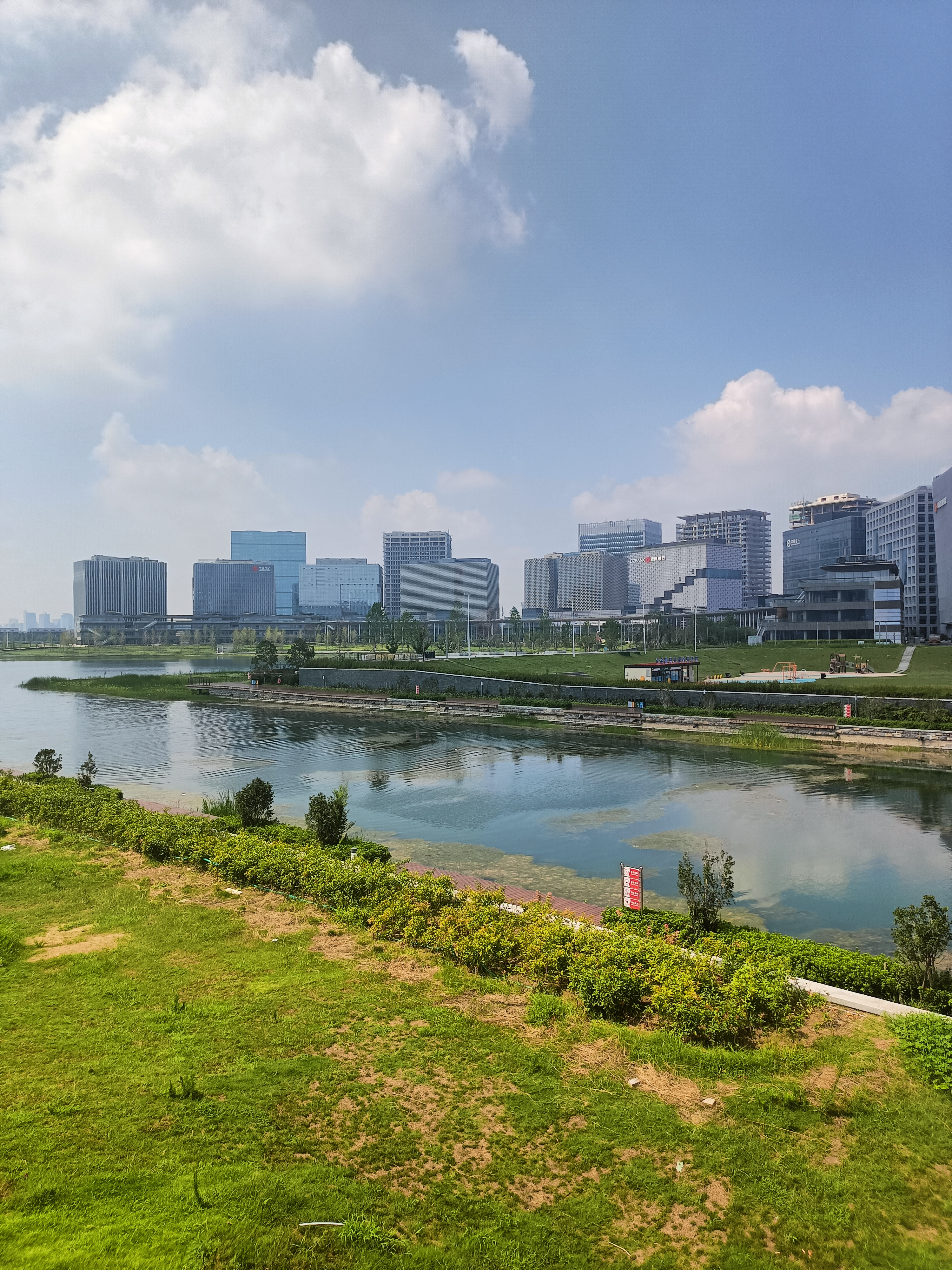
鄭州金融島
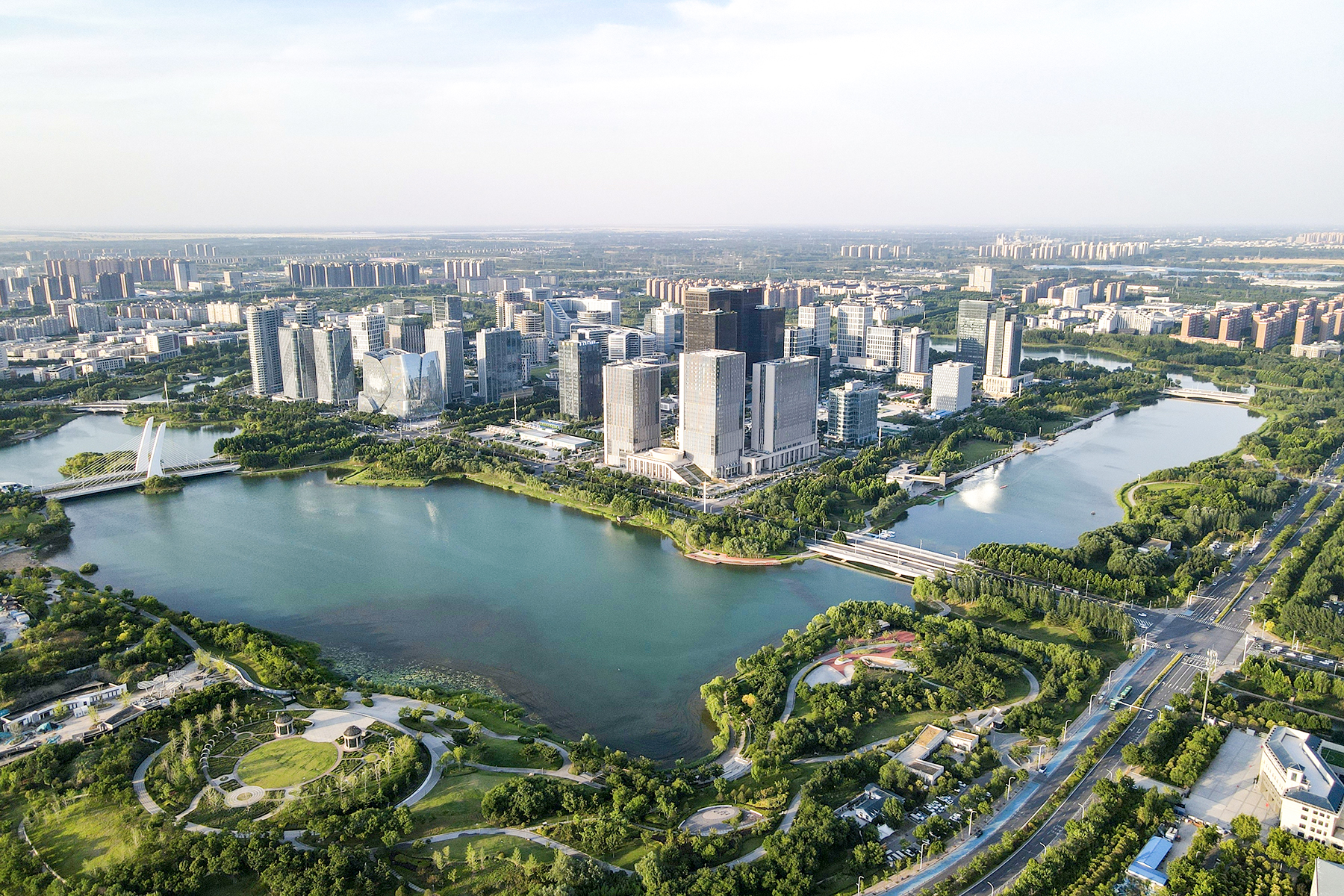
鄭州竜子湖

6市轄区・5県級市・1県を管轄下に置く。
- 市轄区：　 
  - 中原区 （市級党政機関所在地、伝統工業区）
  - 金水区 （省級党政機関所在地、金融、商業、娯楽集中区域）
  - 二七区 （商業、物資集散区域、鄭州鉄道局機関所在地）
  - 恵済区 （生態・観光区）
  - 管城回族区 （歴史文化保護区）
  - 上街区 （工業地帯）
  - 鄭東新区
- 県級市：
  - 滎陽市・新鄭市・鞏義市・登封市・新密市
- 県：
  - 中牟県

### 年表
この節の出典

#### 鄭州市
- 1949年10月1日 - 中華人民共和国河南省鄭州市が発足。一区から五区までの区が成立。(5区)
- 1950年4月 - 五区が四区に編入。(4区)
- 1951年4月1日 - 四区が一区・二区・三区に分割編入。(3区)
- 1952年10月21日 - 鄭州専区鄭県の一部が一区・二区・三区に分割編入。(3区)
- 1953年1月6日 (5区)
  - 二区・三区の各一部が合併し、回族区が発足。
  - 一区・二区・三区の各一部が合併し、郊区が発足。
- 1955年9月23日 - 一区が隴海区に、二区が二七区に、三区が建設区にそれぞれ改称。(5区)
- 1956年10月23日 - 回族区が金水回族区に改称。(5区)
- 1958年4月2日 - 開封専区滎陽県・鞏県の各一部が合併し、上街区が発足。(6区)
- 1958年8月5日 - 金水回族区・隴海区が合併し、管城区が発足。(5区)
- 1958年12月5日 - 開封専区鞏県・滎陽県・密県・登封県・新鄭県を編入。(5区5県)
- 1958年12月22日 - 郊区が管城区・二七区・建設区に分割編入。(4区5県)
- 1960年9月 - 管城区の一部が分立し、金水区が発足。(5区5県)
- 1961年12月19日 - 鞏県・滎陽県・密県・登封県・新鄭県が開封専区に編入。(5区)
- 1961年12月25日 - 建設区が中原区に改称。(5区)
- 1963年8月21日 - 金水区・二七区・中原区・管城区の各一部が合併し、郊区が発足。(6区)
- 1968年 - 管城区が向陽区に改称。(6区)
- 1971年11月8日 - 開封地区滎陽県を編入。(6区1県)
- 1980年11月27日 - 向陽区が向陽回族区に改称。(6区1県)
- 1981年12月25日 - 郊区の一部が分立し、金海区が発足。(7区1県)
- 1982年8月13日 - 開封地区密県の一部が分立し、新密区が発足。(8区1県)
- 1983年4月28日 - 向陽回族区が管城回族区に改称。(8区1県)
- 1983年9月1日 - 開封地区鞏県・新鄭県・密県・登封県・中牟県を編入。(8区6県)
- 1987年2月16日 (6区6県)
  - 新密区が密県に編入。
  - 金水区・郊区・金海区の各一部が合併し、邙山区が発足。
  - 金海区の残部が金水区・二七区・中原区に分割編入。
  - 郊区の残部が金水区・二七区・管城回族区・中原区に分割編入。
- 1991年6月12日 - 鞏県が市制施行し、鞏義市となる。(6区1市5県)
- 1994年4月5日 (6区3市3県)
  - 密県が市制施行し、新密市となる。
  - 滎陽県が市制施行し、滎陽市となる。
- 1994年5月16日 (6区5市1県)
  - 新鄭県が市制施行し、新鄭市となる。
  - 登封県が市制施行し、登封市となる。
- 2003年12月25日 - 邙山区が恵済区に改称。(6区5市1県)

#### 鄭州専区
- 1949年10月1日 - 中華人民共和国河南省鄭州専区が成立。滎陽県・成皋県・新鄭県・登封県・鞏県・密県・鄭県が発足。(7県)
- 1952年6月27日 - 陳留専区陳留県・開封県・中牟県・尉氏県・通許県・杞県・蘭封県・考城県・洧川県を編入。(16県)
- 1952年10月21日 - 鄭県が新鄭県・中牟県、鄭州市一区・二区・三区に分割編入。(15県)
- 1952年11月15日 - 平原省菏沢専区東明県を編入。(16県)
- 1954年1月23日 (14県)
  - 成皋県が滎陽県に編入。
  - 考城県・蘭封県が合併し、蘭考県が発足。
- 1954年6月21日 - 洧川県が許昌専区長葛県に編入。(13県)
- 1955年1月17日 - 鄭州専区が開封専区に改称。

## 姉妹都市・提携都市
姉妹都市
- さいたま市（日本国埼玉県）
- 晋州市（大韓民国）
- クルージナポカ（ルーマニア）
- リッチモンド（アメリカ合衆国）
- マリエンタール（ナミビア）
- イルビド（ヨルダン）
- サマラ（ロシア）
- ジョインビレ（ブラジル）
- シュヴェリン（ドイツ）
- シュメン（ブルガリア）
- ナポリ（イタリア）
- モギリョフ（ベラルーシ）

金水区
- 大崎市（日本国宮城県）

## 観光

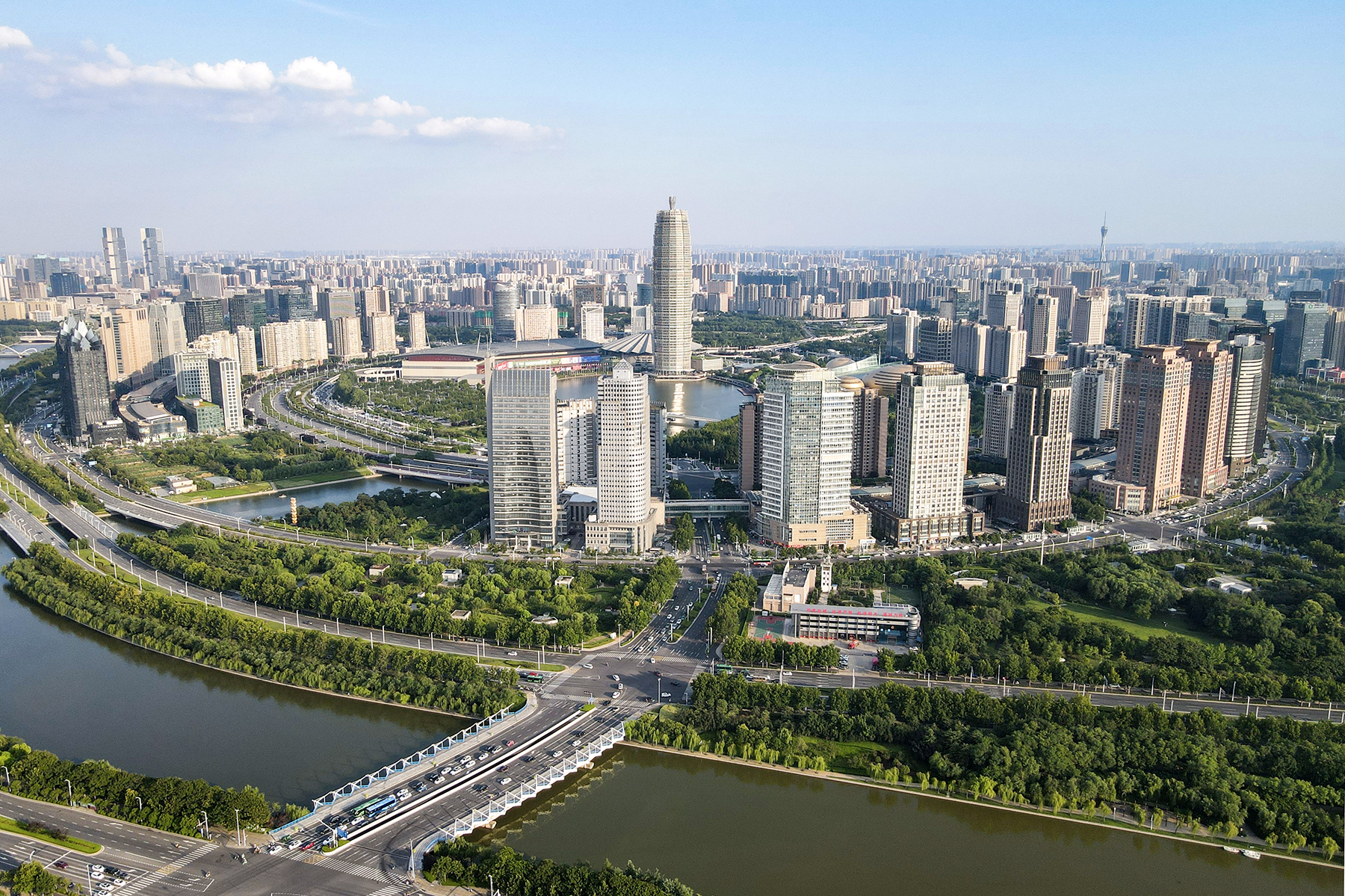
鄭東新区

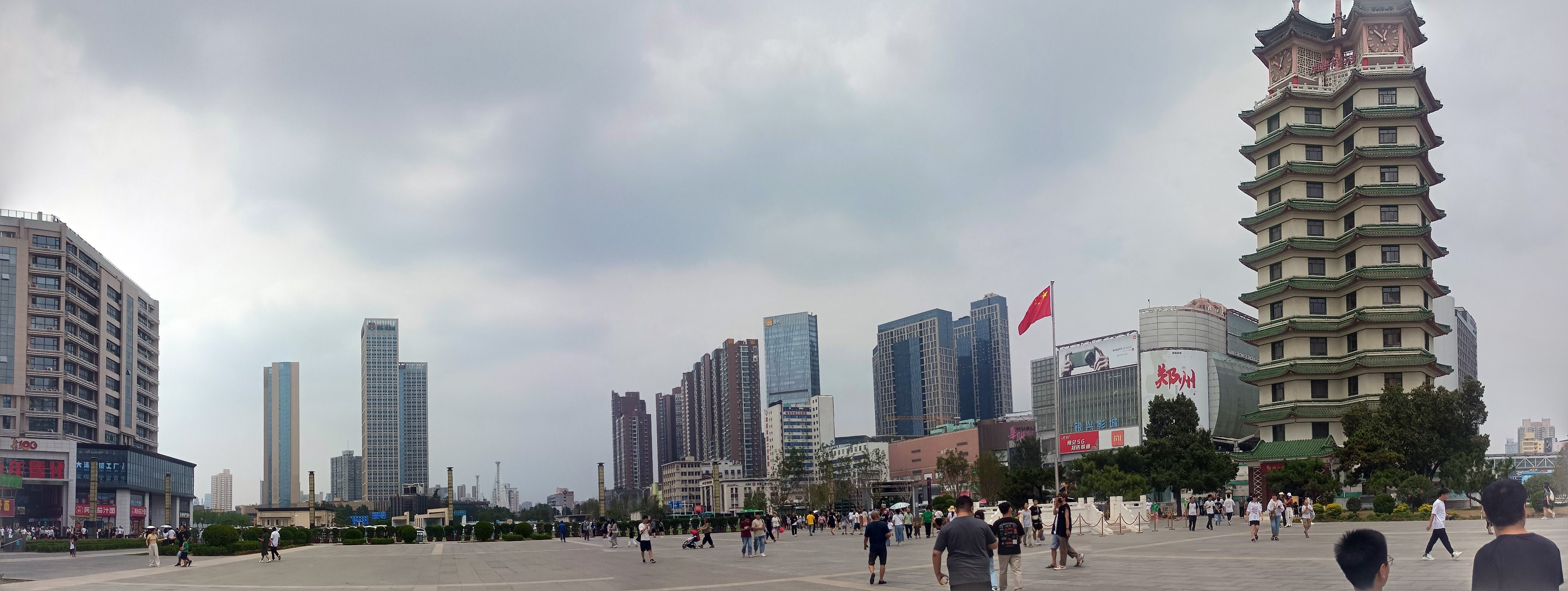
鄭州二七広場の全景

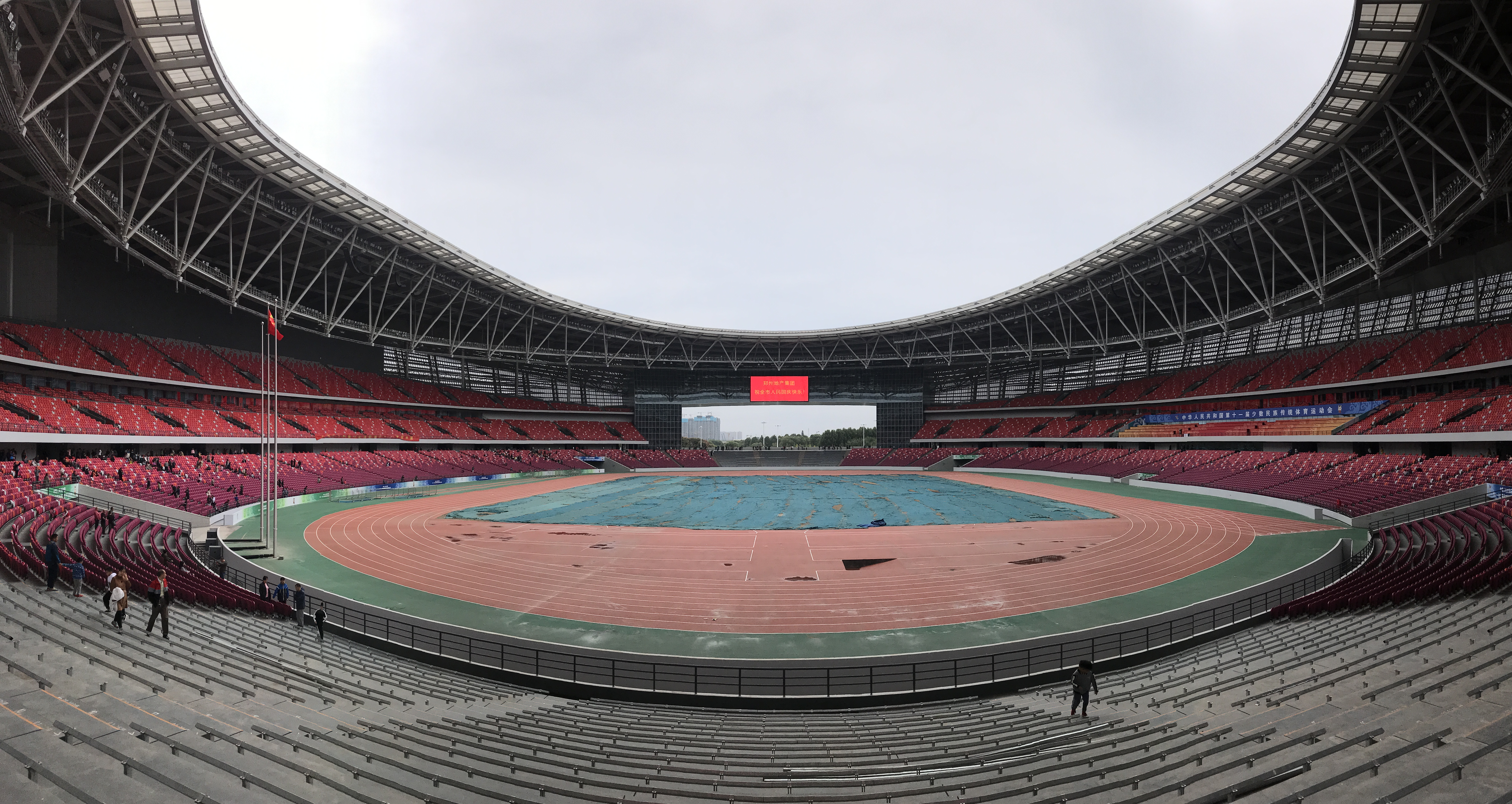
鄭州奥林匹克体育中心

- 少林寺 （千古名刹）
- 嵩陽書院 （中国古代四大書院のひとつ）
- 嵩山（世界遺産公園）
- 黄河游覧区
- 二七記念塔（鄭州のランドマーク）
- 鄭州商城遺跡
- 中岳廟
- 杜甫故里
- 打虎亭台墓
- 大河村遺跡
- 黄帝故里
- 観星台
- 河南博物院 （国家級歴史博物館）
- 鄭州文廟
- 城隍廟
- 大佛寺
- 佛光寺
- 胡公祠
- 彭公祠
- 北大清真寺
- 綏靖公署
- 湖北會館
- 元日本領事館遺跡
- 鄭州奥林匹克体育中心

## 教育
- 鄭州大学
  - 工学院 （旧鄭州工業大学）
  - 医学院 （旧河南医科大学）
- 華北水利水電大学
- 中国人民解放軍情報工程大学 
  - 工学院
  - 理学院
  - 測量学院
- 河南工業大学 （元・鄭州工程学院）
- 河南農業大学
- 河南中医学院
- 河南財経政法大学
- 鄭州軽工業大学
  - イースタン国際美術学院
- 鄭州防空兵学院
- 黄河科学技術大学
- 中州大学
- 河南工程学院
- 中原工業学院
- 鄭州航空工業管理学院
- 鄭州領航実験学校

## 交通

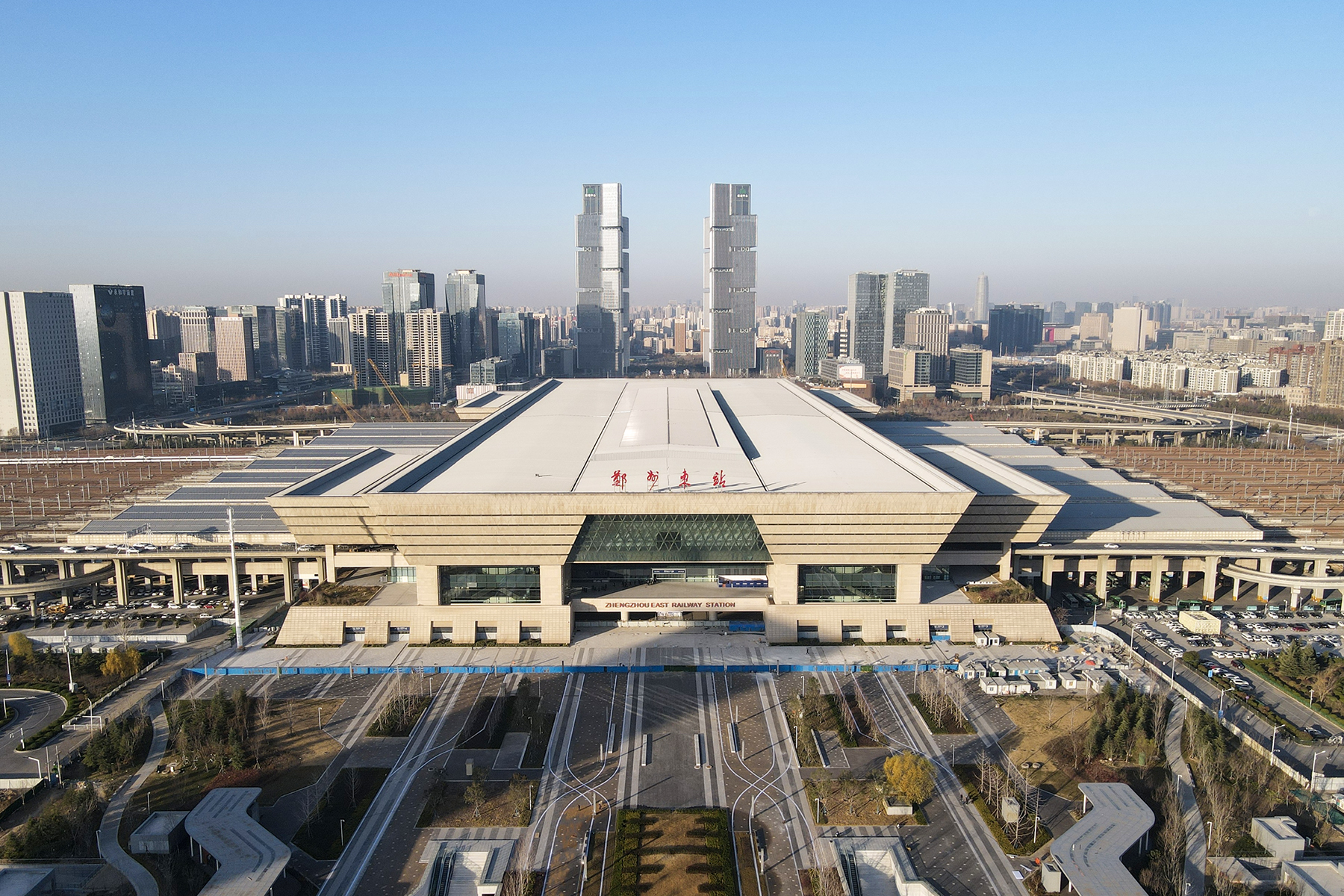
鄭州東駅
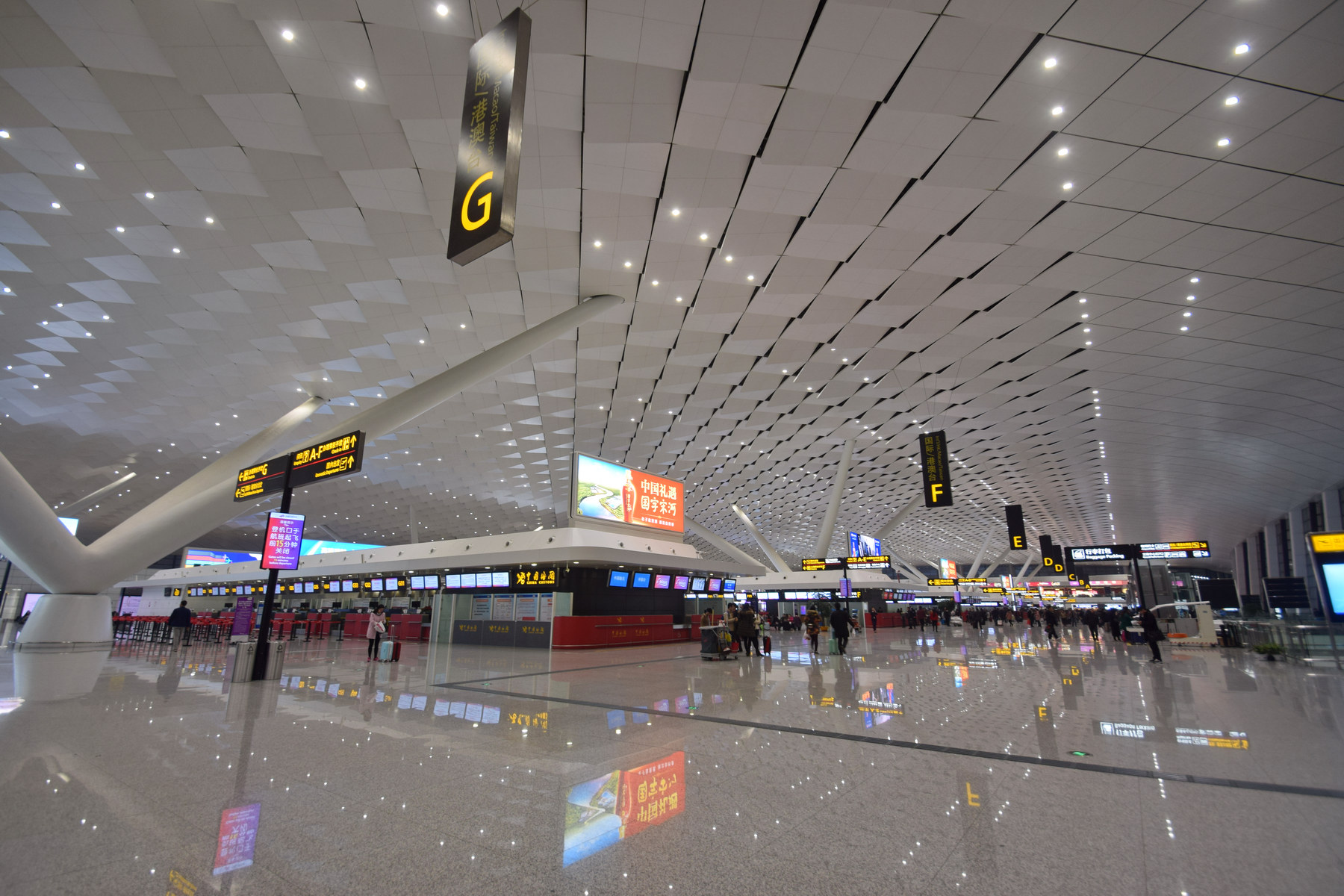
鄭州新鄭国際空港
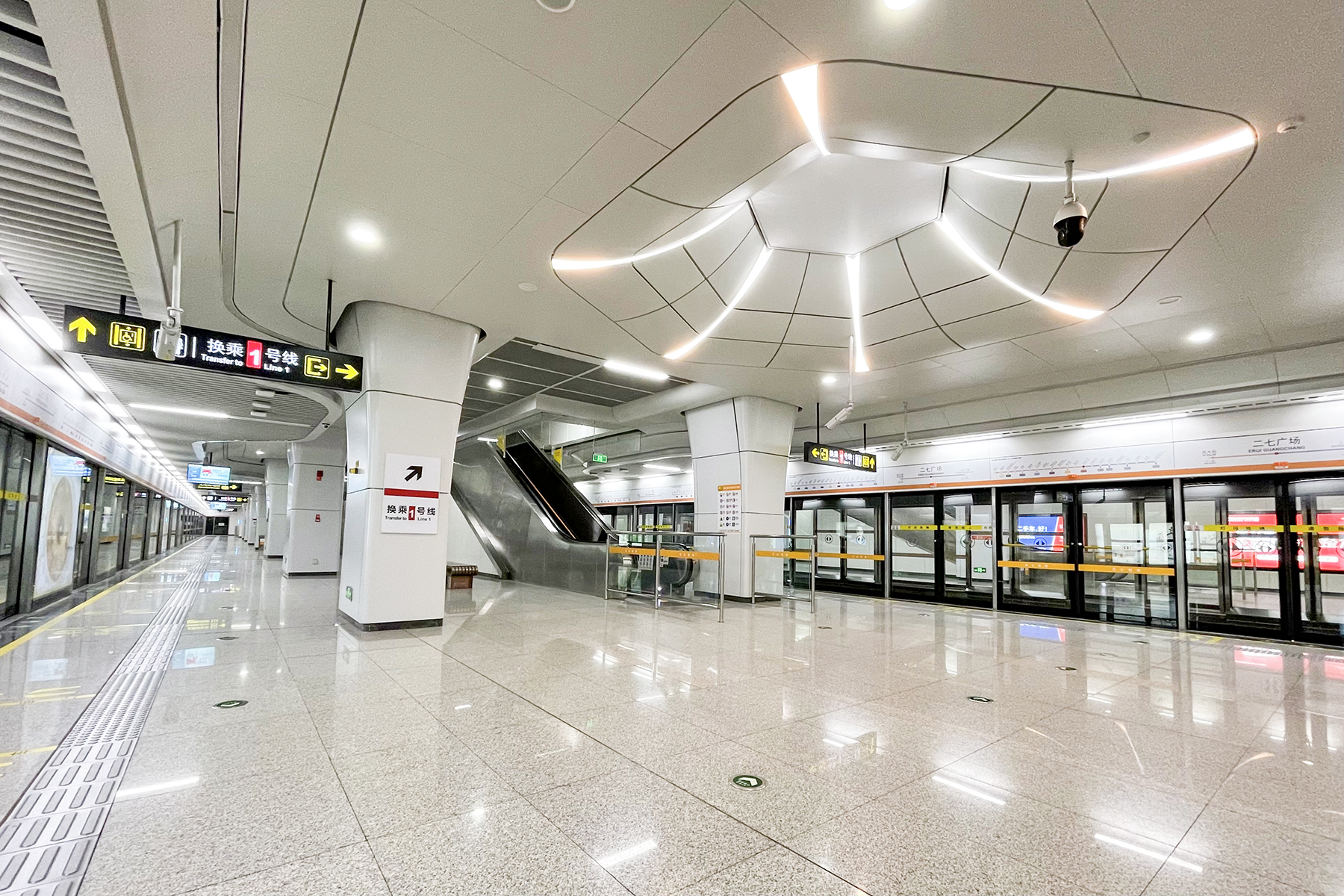
鄭州地下鉄3号線

- 空港 - 鄭州新鄭国際空港
- 高速道路
  - 南北に京港澳高速道路、東西に連霍高速道路が通り、鄭州バイパス高速道路が市街地の外側を通る。鄭州市は東西と南北の重要幹線が交わる交通結節点となっている。
    - 京港澳高速道路（G4）
    - 連霍高速道路（G30）
    - 鄭州バイパス高速道路（中国語版）（G3001）
- 鉄道
  - 鄭州駅
    - 京広線（北京西駅から広州駅に至る路線）と隴海線（連雲港駅から蘭州駅に至る路線）が通っており、中国の鉄道の重要な拠点である。

  - 鄭州東駅 - 高速鉄道の駅であり、下記の路線が発着する。
    - 徐蘭旅客専用線
    - 京港旅客専用線
    - 鄭渝高速鉄道（中国語版） (鄭州から重慶に至る路線)
    - 鄭太高速鉄道（中国語版） (鄭州から太原に至る路線)
    - 鄭阜高速鉄道（中国語版） (鄭州から阜陽に至る路線)
    - 済鄭高速鉄道（中国語版） (済南から鄭州に至る路線)
    - 鄭開都市間鉄道（中国語版） (鄭州から開封に至る路線)
    - 鄭機都市間鉄道（中国語版） (鄭州新鄭国際空港へのアクセス鉄道)

  - 中鉄聯集鄭州センター駅（中国語版）（中铁联集郑州中心站）
    - 中鉄聯合国際集装箱有限公司が運営する鉄道コンテナのハブターミナル。同社は、中国鉄路グループの関連会社である。

  - 鄭州地下鉄 - 全19路線が計画されている。
    - 鄭州地下鉄1号線
    - 鄭州地下鉄2号線
    - 鄭州地下鉄3号線
    - 鄭州地下鉄4号線
    - 鄭州地下鉄5号線
    - 鄭州地下鉄6号線
    - 鄭州地下鉄7号線
    - 鄭州地下鉄8号線
    - 鄭州地下鉄10号線
    - 鄭州地下鉄14号線
    - 鄭州地下鉄城郊線
    - 鄭州地下鉄17号線